# Соколовско
Соколо̀вско (на полски: Sokołowsko) е село в Полша, Долносилезко войводство, Валбжихски окръг, община (гмина) Мерошов. То се намира в централните Судети на около 3 km от Чехия. Селището е известно като традиционен курорт. До 1945 г. е било част от Германия.
Тук е създаден и първия в света санаториум с цел лечение на белодробна туберкулоза. Той бива открит през 1859 г. от Херман Бремер.